# Sophie L'Eplattenier
Sophie Berthe L’Eplattenier est une artiste peintre et céramiste suisse née en 1876 et morte en 1956 aux Geneveys-sur-Coffrane. Elle est l’une des sœurs de Charles L'Eplattenier, promoteur de l'Art nouveau dans la région neuchâteloise.

## Biographie
Elle se familiarise à l'art auprès de sa mère Amélie L'Eplattenier, née Junod (1847-1936). 
Elle aurait fréquenté l'École d'art de La Chaux-de-Fonds. Nommée professeure de dessin à l'Ecole des travaux féminins en 1913 à la Chaux-de-Fonds, elle enseigne ensuite aux Geneveys-sur-Coffrane, dans le Val-de-Ruz. 
Restée dans l’ombre de la production artistique de son frère, la formation et la production artistique de Sophie sont malheureusement restées peu connues. Elle participe pourtant régulièrement aux expositions de la Société des amis des arts de La Chaux-de-Fonds et de Neuchâtel ainsi qu'à de nombreuses expositions en Suisse, aux côtés de son frère.
À la suite de l'exposition de la Société des amis des arts en 1908, Henriette Grandjean conserve, jusqu'à son décès en 1968, le "Plat aux chardons" n° 307 de Sophie L'Eplattenier ;  témoignage d'un échange amical entre les deux artistes.
En 1922, elle vend des aquarelles au magasin Foetisch à Neuchatel, rue de l'Hôpital et Beck, St. Honoré.
Elle vit jusqu'à sa mort dans la maison familiale aux Geneveys-sur-Coffrane.

## Œuvre
Si elle s'adonne à la peinture, ce sont ses céramiques qu'elle expose à travers tout le pays. Ses compositions de fleurs et d'animaux peintes à la main sur porcelaine et faïences fines sont très clairement inspirées de l'esthétique Art nouveau chère à son frère Charles L'Eplattenier. Reprenant le vocabulaire décoratif du Style sapin développé par les élèves de l’École d’art de La Chaux-de-Fonds, elle met à l’honneur la faune et la flore des montagnes neuchâteloises : chardons, anémones, gentianes bleues, violettes, roses trémières ou crocus, mais aussi grenouille, papillons et escargots. 

## Expositions
Elle participe aux expositions de la Société des amis des arts au Musée des beaux-arts de La Chaux-de-Fonds en 1904, 1906, 1908, 1911, 1913, 1917 et 1921, et à celle de Neuchâtel en 1905 ainsi qu'à l'Exposition nationale suisse des beaux-arts de 1908, et de Berne en 1914, exposition Les Arts du feu en 1916, Palais Eynard, Genève et enfin en 1921, à l'exposition de l'Union féminine des Arts décoratifs à la Galerie Léopold Robert à Neuchâtel. 

## Collections publiques
- Musée de l'Ariana, Genève
- Musée des beaux-arts, La Chaux-de-Fonds
- McClung Museum de l'Université du Tennessee